# Mohamed Nafa
Pour les articles homonymes, voir NAFA.
Ne doit pas être confondu avec Mohamed Ennafaa.
Mohamed Nafa (en arabe : محمد نفاع ; en hébreu : מוחמד נפאע) est un homme politique druze israélien né le 14 mai 1940 à Beit Jann (en) en Palestine mandataire et mort le 15 juillet 2021. Membre du Hadash, il siège à la Knesset de 1990 à 1992.

## Biographie
Nafa fréquente un lycée de Rameh puis étudie la littérature hébraïque et arabe à l'université hébraïque de Jérusalem.
En 1965, il adhère au mouvement de jeunesse du Maki, le parti communiste israélien. En 1980, il devient secrétaire général de l'Union de la jeunesse communiste. Il est placé sur la liste du Hadash aux élections législatives de 1988 mais n'est pas élu. Toutefois, il remplace le député Taoufik Ziyad à la Knesset à partir du 14 février 1990. Il perd son siège aux élections législatives de 1992. Ensuite, il devient secrétaire général du Maki de 1993 à 2002, puis il reprend ce poste en 2007.